# Morimolamia fruhstorferi
Morimolamia fruhstorferi är en skalbaggsart som beskrevs av Stefan von Breuning 1954. Morimolamia fruhstorferi ingår i släktet Morimolamia och familjen långhorningar.
Artens utbredningsområde är Burma. Inga underarter finns listade i Catalogue of Life.